# Eicher See
Der Eicher See (auch „Rheinhessisches Meer“ oder „Rheinhessens Badewanne“ genannt) ist ein am nordöstlichen Rand der rheinhessischen Ortsgemeinde Eich gelegener großer Baggersee mit Zugang zum Rhein. Mit seinem östlichen und nordöstlichen Ufer grenzt er an die Gemeinde Hamm am Rhein. Er ist größtenteils umbaut von einem Wochenendhausgebiet und verfügt über eine Marina, in der auch größere Yachten anlegen können.
Der See zeichnet sich durch eine ausgezeichnete Wasserqualität aus. Er wurde durch die Untere Wasserbehörde für den Gemeingebrauch freigegeben. Im Eicher See sind Segeln, Surfen und Angeln möglich.
Die anschließenden Rheinauen, mit den in der Nähe beginnenden rheinhessischen Weinlandschaften mit ihren vielen Weindörfern bieten zudem hervorragende Erholungsqualitäten.

## Geschichte
Der Eicher See entstand durch Kiesgewinnung, die 1928 im Gebiet der auf der Gemarkung Eich/Rheinhessen gelegenen Fluren „Steinswörth“ und „Im Weidich“ erstmals genehmigt wurde. In den darauffolgenden Jahren wurde die Abbaugenehmigung mehrfach durch Nachträge geändert und den jeweiligen Verhältnissen angepasst.